# Cara Black
Cara Black (Salisbury, Rhodèsia, actualment Harare, Zimbàbue, 17 de febrer de 1979) és una tennista zimbabuesa. És la germana menor dels també tennistes Byron i Wayne. És una especialista en dobles femenins, categoria en la qual fou número 1 del rànquing de dobles durant 163 setmanes, la tercera tennista de l'Era Open amb més setmanes com a número 1.
En categoria individual només va guanyar un sol títol a Waikoloa Village. Black ha guanyat un total de 10 títols de Grand Slam entre dobles femenins (5) i dobles mixtos (5). En dobles mixtos ha guanyat els quatre títols de Grand Slam esdevenint la tercera dona en completar el Grand Slam en la carrera en aquesta categoria.

## Biografia
Cara Black va néixer a Rhodèsia, actualment anomenat Zimbàbue, filla de Donald i Velia Black, i germana petita de Byron i Wayne. Els tres germans foren tennistes professionals i dedicaren la seva carrera bàsicament en dobles, aconseguint tots almenys un títol de Grand Slam.
L'agost de 2005 va anunciar el casament amb el seu xicot de tota la vida, l'entrenador personal i exjugador de futbol australià Brett Stephens. La parella va tenir un fill anomenat Lachlan que va néixer el 26 d'abril de 2012.

## Torneigs de Grand Slam

### Dobles: 9 (5−4)
| Resultat   | Núm. | Any  | Torneig          | Parella           | Oponents en la final                | Marcador         |
| ---------- | ---- | ---- | ---------------- | ----------------- | ----------------------------------- | ---------------- |
| Finalista  | 1.   | 2000 | US Open          | Elena Likhovtseva | Julie Halard-Decugis Ai Sugiyama    | 0−6, 6−1, 6−1    |
| Guanyadora | 1.   | 2004 | Wimbledon        | Rennae Stubbs     | Liezel Huber Ai Sugiyama            | 6−3, 7−6(5)      |
| Finalista  | 2.   | 2005 | Roland Garros    | Liezel Huber      | Virginia Ruano Pascual Paola Suárez | 6−4, 3−6, 3−6    |
| Guanyadora | 2.   | 2005 | Wimbledon (2)    | Liezel Huber      | Svetlana Kuznetsova Amélie Mauresmo | 6−2, 6−1         |
| Guanyadora | 3.   | 2007 | Open d'Austràlia | Liezel Huber      | Chan Yung-jan Chuang Chia-jung      | 6−4, 6−7(4), 6−1 |
| Guanyadora | 4.   | 2007 | Wimbledon (3)    | Liezel Huber      | Katarina Srebotnik Ai Sugiyama      | 3−6, 6−3, 6−2    |
| Guanyadora | 5.   | 2008 | US Open          | Liezel Huber      | Lisa Raymond Samantha Stosur        | 6−3, 7−6(8)      |
| Finalista  | 3.   | 2009 | US Open (2)      | Liezel Huber      | Serena Williams Venus Williams      | 6−2, 6−2         |
| Finalista  | 4.   | 2010 | Open d'Austràlia | Liezel Huber      | Serena Williams Venus Williams      | 6−4, 6−3         |

### Dobles mixtos: 8 (5−3)
| Resultat   | Núm. | Any  | Torneig          | Parella      | Oponents en la final                  | Marcador         |
| ---------- | ---- | ---- | ---------------- | ------------ | ------------------------------------- | ---------------- |
| Guanyadora | 1.   | 2002 | Roland Garros    | Wayne Black  | Elena Bovina Mark Knowles             | 6−4, 6−3         |
| Finalista  | 1.   | 2004 | Roland Garros    | Wayne Black  | Tatiana Golovin Richard Gasquet       | 3−6, 4−6         |
| Guanyadora | 2.   | 2004 | Wimbledon        | Wayne Black  | Alicia Molik Todd Woodbridge          | 3−6, 7−6(8), 6−4 |
| Guanyadora | 3.   | 2008 | US Open          | Leander Paes | Liezel Huber Jamie Murray             | 7−6(6), 6−4      |
| Finalista  | 2.   | 2009 | Wimbledon        | Leander Paes | Anna-Lena Grönefeld Mark Knowles      | 5−7, 3−6         |
| Finalista  | 3.   | 2009 | US Open          | Leander Paes | Carly Gullickson Travis Parrot        | 2−6, 4−6         |
| Guanyadora | 4.   | 2010 | Open d'Austràlia | Leander Paes | Iekaterina Makàrova Jaroslav Levinský | 7−5, 6−3         |
| Guanyadora | 5.   | 2010 | Wimbledon (2)    | Leander Paes | Lisa Raymond Wesley Moodie            | 6−4, 7−6(5)      |

## Palmarès: 66 (1−60−5)

### Individual: 2 (1−1)
| Llegenda                     |
| ---------------------------- |
| Grand Slam (0−0)             |
| WTA Tour Championships (0−0) |
| Tier I (0−0)                 |
| Tier II (0−0)                |
| Tier III (0−0)               |
| Tier IV (1−1)                |
| Tier V (0−0)                 |

| Títols per superfície |
| --------------------- |
| Dura (1−1)            |
| Gespa (0−0)           |
| Terra batuda (0−0)    |

| Resultat   | Núm. | Data                  | Torneig                | Superfície | Oponent en la final | Marcador    |
| ---------- | ---- | --------------------- | ---------------------- | ---------- | ------------------- | ----------- |
| Finalista  | 1.   | 3 de gener de 2000    | Auckland, Nova Zelanda | Dura       | Anne Kremer         | 4−6, 4−6    |
| Guanyadora | 1.   | 9 de setembre de 2002 | Waikoloa, Estats Units | Dura       | Lisa Raymond        | 7−6(1), 6−4 |

### Dobles: 109 (60−49)
| Abans de 2009                | Després de 2009         |
| ---------------------------- | ----------------------- |
| Grand Slam (5−4)             |                         |
| WTA Tour Championships (3−6) |                         |
| Tier I (12−10)               | Premier Mandatory (0−0) |
| Tier II (20−13)              | Premier 5 (0−0)         |
| Tier III (3−5)               | Premier (8−8)           |
| Tier IV i V (4−1)            | International (5−2)     |

| Títols per superfície |
| --------------------- |
| Dura (38−33)          |
| Gespa (8−5)           |
| Terra batuda (7−8)    |
| Moqueta (7−3)         |

| Resultat   | Núm. | Data                   | Torneig                                               | Superfície   | Parella                | Oponents en la final                         | Marcador            |
| ---------- | ---- | ---------------------- | ----------------------------------------------------- | ------------ | ---------------------- | -------------------------------------------- | ------------------- |
| Finalista  | 1.   | 14 de juny de 1999     | 's-Hertogenbosch, Països Baixos                       | Gespa        | Kristie Boogert        | Silvia Farina Rita Grande                    | 5−7, 6−7            |
| Finalista  | 2.   | 1 de novembre de 1999  | Quebec, Canadà                                        | Dura (i)     | Debbie Graham          | Amy Frazier Katie Schlukebir                 | 2−6, 3−6            |
| Guanyadora | 1.   | 3 de gener de 2000     | Auckland, Nova Zelanda                                | Dura         | Alexandra Fusai        | Barbara Schwartz Patricia Wartusch           | 3−6, 6−3, 6−4       |
| Finalista  | 3.   | 12 de juny de 2000     | Birmingham, Regne Unit                                | Gespa        | Irina Selyutina        | Rachel McQuillan Lisa McShea                 | 3−6, 6−7(5)         |
| Finalista  | 4.   | 24 de juliol de 2000   | Stanford, Estats Units                                | Dura         | Amy Frazier            | Chanda Rubin Sandrine Testud                 | 4−6, 4−6            |
| Finalista  | 5.   | 28 d'agost de 2000     | US Open, Estats Units                                 | Dura         | Ielena Likhovtseva     | Julie Halard Ai Sugiyama                     | 0−6, 6−1, 1−6       |
| Guanyadora | 2.   | 8 de gener de 2001     | Hobart, Austràlia                                     | Dura         | Ielena Likhovtseva     | Ruxandra Dragomir Virginia Ruano Pascual     | 6−4, 6−1            |
| Guanyadora | 3.   | 30 d'abril de 2001     | Hamburg, Alemanya                                     | Terra batuda | Ielena Likhovtseva     | Květa Peschke Barbara Rittner                | 6−2, 4−6, 6−2       |
| Finalista  | 6.   | 7 de maig de 2001      | Berlín, Alemanya                                      | Terra batuda | Ielena Likhovtseva     | Els Callens Meghann Shaughnessy              | 4−6, 3−6            |
| Guanyadora | 4.   | 14 de maig de 2001     | Roma, Itàlia                                          | Terra batuda | Ielena Likhovtseva     | Paola Suárez Patricia Tarabini               | 6−1, 6−1            |
| Guanyadora | 5.   | 11 de juny de 2001     | Birmingham                                            | Gespa        | Ielena Likhovtseva     | Kimberly Po Nathalie Tauziat                 | 6−1, 6−1            |
| Finalista  | 7.   | 18 de juny de 2001     | Eastbourne, Regne Unit                                | Gespa        | Ielena Likhovtseva     | Lisa Raymond Rennae Stubbs                   | 2−6, 2−6            |
| Guanyadora | 6.   | 30 de juliol de 2001   | San Diego, Estats Units                               | Dura         | Ielena Likhovtseva     | Martina Hingis Anna Kúrnikova                | 6−4, 1−6, 6−4       |
| Guanyadora | 7.   | 20 d'agost de 2001     | New Haven, Estats Units                               | Dura         | Ielena Likhovtseva     | Jelena Dokić Nàdia Petrova                   | 6−0, 3−6, 6−2       |
| Guanyadora | 8.   | 17 de setembre de 2001 | Tòquio, Japó                                          | Dura         | Ielena Likhovtseva     | Kim Clijsters Ai Sugiyama                    | 6−0, 3−6, 6−2       |
| Finalista  | 8.   | 29 d'octubre de 2001   | WTA Tour Championships, Múnic, Alemanya               | Dura (i)     | Ielena Likhovtseva     | Lisa Raymond Rennae Stubbs                   | 5−7, 6−3, 3−6       |
| Finalista  | 9.   | 25 de febrer de 2002   | Scottsdale, Estats Units                              | Dura         | Ielena Likhovtseva     | Lisa Raymond Rennae Stubbs                   | 3−6, 7−5, 6−7(4)    |
| Guanyadora | 9.   | 1 d'abril de 2002      | Porto, Portugal                                       | Terra batuda | Irina Selyutina        | Kristie Boogert Magüi Serna                  | 7−6(6), 6−4         |
| Finalista  | 10.  | 17 de juny de 2002     | Eastbourne (2)                                        | Gespa        | Ielena Likhovtseva     | Lisa Raymond Rennae Stubbs                   | 7−6(5), 6−7(6), 2−6 |
| Guanyadora | 10.  | 23 de setembre de 2002 | Bali, Indonèsia                                       | Dura         | Virginia Ruano Pascual | Svetlana Kuznetsova Arantxa Sánchez Vicario  | 6−2, 6−3            |
| Finalista  | 11.  | 4 de novembre de 2002  | WTA Tour Championships, Los Angeles, Estats Units (2) | Dura (i)     | Ielena Likhovtseva     | Ielena Deméntieva Janette Husárová           | 6−4, 4−6, 3−6       |
| Finalista  | 12.  | 30 de desembre de 2002 | Auckland                                              | Dura         | Ielena Likhovtseva     | Teryn Ashley Abigail Spears                  | 2−6, 6−2, 0−6       |
| Guanyadora | 11.  | 6 de gener de 2003     | Hobart (2)                                            | Dura         | Ielena Likhovtseva     | Barbara Schett Patricia Wartusch             | 7−5, 7−6(1)         |
| Finalista  | 13.  | 17 de febrer de 2003   | Dubai, Emirats Àrabs Units                            | Dura         | Ielena Likhovtseva     | Svetlana Kuznetsova Martina Navrátilová      | 3−6, 6−7(7)         |
| Guanyadora | 12.  | 21 de juliol de 2003   | Stanford                                              | Dura         | Lisa Raymond           | Cho Yoon Jeong Francesca Schiavone           | 7−6(5), 6−1         |
| Finalista  | 14.  | 6 d'octubre de 2003    | Filderstadt, Alemanya                                 | Dura (i)     | Martina Navrátilová    | Lisa Raymond Rennae Stubbs                   | 2−6, 4−6            |
| Finalista  | 15.  | 27 d'octubre de 2003   | Filadèlfia, Estats Units                              | Dura (i)     | Rennae Stubbs          | Martina Navrátilová Lisa Raymond             | 3−6, 4−6            |
| Guanyadora | 13.  | 12 de gener de 2004    | Sydney, Austràlia                                     | Dura         | Rennae Stubbs          | Dinara Safina Meghann Shaughnessy            | 7−5, 3−6, 6−4       |
| Guanyadora | 14.  | 2 de febrer de 2004    | Tòquio, Japó                                          | Moqueta (i)  | Rennae Stubbs          | Ielena Likhovtseva Magdalena Maleeva         | 6−0, 6−1            |
| Guanyadora | 15.  | 16 de febrer de 2004   | Anvers, Bèlgica                                       | Moqueta (i)  | Els Callens            | Myriam Casanova Eleni Daniïlidu              | 6−2, 6−1            |
| Finalista  | 16.  | 17 de maig de 2004     | Viena, Àustria                                        | Terra batuda | Rennae Stubbs          | Martina Navrátilová Lisa Raymond             | 2−6, 5−7            |
| Guanyadora | 16.  | 21 de juny de 2004     | Wimbledon, Regne Unit                                 | Gespa        | Rennae Stubbs          | Liezel Huber Ai Sugiyama                     | 6−3, 7−6(5)         |
| Guanyadora | 17.  | 26 de juliol de 2004   | San Diego (2)                                         | Dura         | Rennae Stubbs          | Virginia Ruano Pascual Paola Suárez          | 4−6, 6−1, 6−4       |
| Guanyadora | 18.  | 4 d'octubre de 2004    | Filderstadt                                           | Dura (i)     | Rennae Stubbs          | Anna-Lena Grönefeld Julia Schruff            | 6−3, 6−2            |
| Guanyadora | 19.  | 18 d'octubre de 2004   | Zuric, Suïssa                                         | Dura (i)     | Rennae Stubbs          | Virginia Ruano Pascual Paola Suárez          | 6−4, 6−4            |
| Finalista  | 17.  | 8 de novembre de 2004  | WTA Tour Championships, Los Angeles (3)               | Dura (i)     | Rennae Stubbs          | Nàdia Petrova Meghann Shaughnessy            | 5−7, 2−6            |
| Guanyadora | 20.  | 14 de febrer de 2005   | Anvers (2)                                            | Moqueta (i)  | Els Callens            | Anabel Medina Garrigues Dinara Safina        | 3−6, 6−4, 6−4       |
| Finalista  | 18.  | 21 de febrer de 2005   | Doha, Qatar                                           | Dura         | Liezel Huber           | Alicia Molik Francesca Schiavone             | 3−6, 4−6            |
| Finalista  | 19.  | 2 de maig de 2005      | Berlín (2)                                            | Terra batuda | Liezel Huber           | Ielena Likhovtseva Vera Zvonariova           | 6−4, 4−6, 3−6       |
| Finalista  | 20.  | 23 de maig de 2005     | Roland Garros, França                                 | Terra batuda | Liezel Huber           | Virginia Ruano Pascual Paola Suárez          | 6−4, 3−6, 3−6       |
| Guanyadora | 21.  | 9 de maig de 2005      | Roma (2)                                              | Terra batuda | Liezel Huber           | Maria Kirilenko Anabel Medina Garrigues      | 6−0, 4−6, 6−1       |
| Guanyadora | 22.  | 20 de juny de 2005     | Wimbledon (2)                                         | Gespa        | Liezel Huber           | Svetlana Kuznetsova Amélie Mauresmo          | 6−2, 6−1            |
| Guanyadora | 23.  | 25 de juliol de 2005   | Stanford (2)                                          | Dura         | Rennae Stubbs          | Ielena Likhovtseva Vera Zvonariova           | 6−3, 7−5            |
| Finalista  | 21.  | 26 de setembre de 2005 | Ciutat de Luxemburg, Luxemburg                        | Dura (i)     | Rennae Stubbs          | Lisa Raymond Samantha Stosur                 | 5−7, 1−6            |
| Finalista  | 22.  | 10 d'octubre de 2005   | Moscou, Rússia                                        | Moqueta (i)  | Rennae Stubbs          | Lisa Raymond Samantha Stosur                 | 2−6, 4−6            |
| Guanyadora | 24.  | 17 d'octubre de 2005   | Zuric (2)                                             | Dura (i)     | Rennae Stubbs          | Daniela Hantuchová Ai Sugiyama               | 6−7(6), 7−6(4), 6−3 |
| Guanyadora | 25.  | 31 d'octubre de 2005   | Filadèlfia                                            | Dura (i)     | Rennae Stubbs          | Lisa Raymond Samantha Stosur                 | 6−4, 7−6(4)         |
| Finalista  | 23.  | 7 de novembre de 2005  | WTA Tour Championships, Los Angeles (4)               | Dura (i)     | Rennae Stubbs          | Lisa Raymond Samantha Stosur                 | 7−6(5), 5−7, 4−6    |
| Finalista  | 24.  | 2 de gener de 2006     | Gold Coast, Austràlia                                 | Dura         | Rennae Stubbs          | Dinara Safina Meghann Shaughnessy            | 2−6, 3−6            |
| Finalista  | 25.  | 30 de gener de 2006    | Tòquio                                                | Moqueta (i)  | Rennae Stubbs          | Lisa Raymond Samantha Stosur                 | 2−6, 1−6            |
| Finalista  | 26.  | 6 de febrer de 2006    | París, França                                         | Moqueta (i)  | Rennae Stubbs          | Émilie Loit Květa Peschke                    | 6−7(5), 4−6         |
| Guanyadora | 26.  | 1 d'agost de 2006      | San Diego (3)                                         | Dura         | Rennae Stubbs          | Anna-Lena Grönefeld Meghann Shaughnessy      | 6−2, 6−2            |
| Finalista  | 27.  | 15 d'agost de 2006     | Mont-real, Canadà                                     | Dura         | Anna-Lena Grönefeld    | Martina Navrátilová Nàdia Petrova            | 1−6, 2−6            |
| Finalista  | 28.  | 2 d'octubre de 2006    | Stuttgart (2)                                         | Dura (i)     | Rennae Stubbs          | Lisa Raymond Samantha Stosur                 | 3−6, 4−6            |
| Guanyadora | 27.  | 16 d'octubre de 2006   | Zuric (3)                                             | Dura (i)     | Rennae Stubbs          | Liezel Huber Katarina Srebotnik              | 7−5, 7−5            |
| Finalista  | 29.  | 6 de novembre de 2006  | WTA Tour Championships, Madrid, Espanya (5)           | Dura (i)     | Rennae Stubbs          | Lisa Raymond Samantha Stosur                 | 6−3, 3−6, 3−6       |
| Guanyadora | 28.  | 15 de gener de 2007    | Open d'Austràlia, Austràlia                           | Dura         | Liezel Huber           | Chan Yung-Jan Chuang Chia-Jung               | 6−4, 6−7(4), 6−1    |
| Guanyadora | 29.  | 5 de febrer de 2007    | París                                                 | Moqueta (i)  | Liezel Huber           | Gabriela Navrátilová Vladimíra Uhlířová      | 6−2, 6−0            |
| Guanyadora | 30.  | 12 de febrer de 2007   | Anvers (3)                                            | Moqueta (i)  | Liezel Huber           | Ielena Likhovtseva Ielena Vesninà            | 7−5, 4−6, 6−1       |
| Guanyadora | 31.  | 19 de febrer de 2007   | Dubai                                                 | Dura         | Liezel Huber           | Svetlana Kuznetsova Alicia Molik             | 7−6(6), 6−4         |
| Finalista  | 30.  | 19 de març de 2007     | Miami, Estats Units                                   | Dura         | Liezel Huber           | Lisa Raymond Samantha Stosur                 | 4−6, 6−3, [2−10]    |
| Guanyadora | 32.  | 25 de juny de 2007     | Wimbledon (3)                                         | Gespa        | Liezel Huber           | Katarina Srebotnik Ai Sugiyama               | 3−6, 6−3, 6−2       |
| Guanyadora | 33.  | 30 de juliol de 2007   | San Diego (4)                                         | Dura         | Liezel Huber           | Viktória Azàrenka Anna Txakvetadze           | 7−5, 6−4            |
| Finalista  | 31.  | 13 d'agost de 2007     | Toronto (2)                                           | Dura         | Liezel Huber           | Katarina Srebotnik Ai Sugiyama               | 4−6, 6−2, [5−10]    |
| Finalista  | 32.  | 20 d'agost de 2007     | New Haven                                             | Dura         | Liezel Huber           | Sania Mirza Mara Santangelo                  | 1−6, 2−6            |
| Guanyadora | 34.  | 8 d'octubre de 2007    | Moscou                                                | Moqueta (i)  | Liezel Huber           | Viktória Azàrenka Tatsiana Putxak            | 4−6, 6−1, [10−7]    |
| Guanyadora | 35.  | 22 d'octubre de 2007   | Linz, Àustria                                         | Dura (i)     | Liezel Huber           | Katarina Srebotnik Ai Sugiyama               | 6−2, 3−6, [10−8]    |
| Guanyadora | 36.  | 5 de novembre de 2007  | WTA Tour Championships, Madrid                        | Dura (i)     | Liezel Huber           | Katarina Srebotnik Ai Sugiyama               | 5−7, 6−3, [10−8]    |
| Guanyadora | 37.  | 11 de febrer de 2008   | Anvers (4)                                            | Moqueta (i)  | Liezel Huber           | Květa Peschke Ai Sugiyama                    | 6−1, 6−3            |
| Finalista  | 33.  | 18 de febrer de 2008   | Doha (2)                                              | Dura         | Liezel Huber           | Květa Peschk Rennae Stubbs                   | 1−6, 7−5, [7−10]    |
| Guanyadora | 38.  | 25 de febrer de 2008   | Dubai (2)                                             | Dura         | Liezel Huber           | Yan Zi Zheng Jie                             | 7−5, 6−2            |
| Finalista  | 34.  | 24 de març de 2008     | Miami (2)                                             | Dura         | Liezel Huber           | Katarina Srebotnik Ai Sugiyama               | 5−7, 6−4, [3−10]    |
| Guanyadora | 39.  | 5 de maig de 2008      | Berlín                                                | Terra batuda | Liezel Huber           | Núria Llagostera Vives M.J. Martínez Sánchez | 3−6, 6−2, [10−2]    |
| Guanyadora | 40.  | 9 de juny de 2008      | Birmingham (2)                                        | Gespa        | Liezel Huber           | Séverine Brémond Virginia Ruano Pascual      | 6−2, 6−1            |
| Guanyadora | 41.  | 16 de juny de 2008     | Eastbourne                                            | Gespa        | Liezel Huber           | Květa Peschke Rennae Stubbs                  | 2−6, 6−0, [10−8]    |
| Guanyadora | 42.  | 14 de juliol de 2008   | Stanford (3)                                          | Dura         | Liezel Huber           | Ielena Vesninà Vera Zvonariova               | 6−4, 6−3            |
| Guanyadora | 43.  | 28 de juliol de 2008   | Toronto                                               | Dura         | Liezel Huber           | Maria Kirilenko Flavia Pennetta              | 6−1, 6−1            |
| Guanyadora | 44.  | 25 d'agost de 2008     | US Open                                               | Dura         | Liezel Huber           | Samantha Stosur Lisa Raymond                 | 6−3, 7−6(8)         |
| Finalista  | 35.  | 6 d'octubre de 2008    | Moscou (2)                                            | Dura (i)     | Liezel Huber           | Nàdia Petrova Katarina Srebotnik             | 4−6, 4−6            |
| Guanyadora | 45.  | 13 d'octubre de 2008   | Zuric (4)                                             | Dura (i)     | Liezel Huber           | Anna-Lena Grönefeld Patty Schnyder           | 6−1, 7−6(3)         |
| Finalista  | 36.  | 20 d'octubre de 2008   | Linz                                                  | Dura (i)     | Liezel Huber           | Katarina Srebotnik Ai Sugiyama               | 4−6, 5−7            |
| Guanyadora | 46.  | 3 de novembre de 2008  | WTA Tour Championships, Doha, Qatar (2)               | Dura         | Liezel Huber           | Květa Peschke Rennae Stubbs                  | 6−1, 7−5            |
| Guanyadora | 47.  | 9 de febrer de 2009    | París (2)                                             | Dura (i)     | Liezel Huber           | Květa Peschke Lisa Raymond                   | 6−4, 3−6, [10−4]    |
| Guanyadora | 48.  | 16 de febrer de 2009   | Dubai (3)                                             | Dura         | Liezel Huber           | Maria Kirilenko Agnieszka Radwańska          | 6−3, 6−3            |
| Guanyadora | 49.  | 9 de maig de 2009      | Madrid, Espanya                                       | Terra batuda | Liezel Huber           | Květa Peschke Lisa Raymond                   | 4−6, 6−3, [10−6]    |
| Guanyadora | 50.  | 8 de juny de 2009      | Birmingham (3)                                        | Gespa        | Liezel Huber           | Raquel Kops-Jones Abigail Spears             | 6−1, 6−4            |
| Guanyadora | 51.  | 16 d'agost de 2009     | Cincinnati, Estats Units                              | Dura         | Liezel Huber           | Núria Llagostera Vives M.J. Martínez Sánchez | 6−3, 0−6, [10−2]    |
| Finalista  | 37.  | 14 de setembre de 2009 | US Open (2)                                           | Dura         | Liezel Huber           | Serena Williams Venus Williams               | 2−6, 2−6            |
| Finalista  | 38.  | 1 de novembre de 2009  | WTA Tour Championships, Doha (6)                      | Dura         | Liezel Huber           | Núria Llagostera Vives M.J. Martínez Sánchez | 6−7(0), 7−5, [7−10] |
| Guanyadora | 52.  | 9 de gener de 2010     | Auckland (2)                                          | Dura         | Liezel Huber           | Natalie Grandin Laura Granville              | 7−6(4), 6−2         |
| Guanyadora | 53.  | 15 de gener de 2010    | Sydney (2)                                            | Dura         | Liezel Huber           | Tathiana Garbin Nàdia Petrova                | 6−1, 3−6, [10−3]    |
| Finalista  | 39.  | 29 de gener de 2010    | Open d'Austràlia                                      | Dura         | Liezel Huber           | Serena Williams Venus Williams               | 4−6, 3−6            |
| Finalista  | 40.  | 14 de febrer de 2010   | París (2)                                             | Dura (i)     | Liezel Huber           | B. Záhlavová-Strýcová Iveta Benešová         | Renúncia            |
| Finalista  | 41.  | 17 de maig de 2010     | Varsòvia, Polònia                                     | Terra batuda | Yan Zi                 | Meghann Shaughnessy Virginia Ruano Pascual   | 3−6, 4−6            |
| Guanyadora | 54.  | 13 de juny de 2010     | Birmingham (4)                                        | Gespa        | Lisa Raymond           | Liezel Huber Bethanie Mattek-Sands           | 6−2, 3−2, retirada  |
| Guanyadora | 55.  | 5 de gener de 2013     | Auckland (3)                                          | Dura         | Anastassia Rodiónova   | Julia Görges Iaroslava Xvédova               | 2−6, 6−2, [10−5]    |
| Finalista  | 42.  | 11 de maig de 2013     | Madrid                                                | Terra batuda | Marina Erakovic        | A. Pavliutxénkova Lucie Šafářová             | 2−6, 4−6            |
| Finalista  | 43.  | 25 de maig de 2013     | Estrasburg, França                                    | Terra batuda | Marina Erakovic        | Kimiko Date-Krumm Chanelle Scheepers         | 4−6, 6−3, [12−14]   |
| Finalista  | 44.  | 16 de juny de 2013     | Birmingham (2)                                        | Gespa        | Marina Erakovic        | Ashleigh Barty Casey Dellacqua               | 5−7, 4−6            |
| Guanyadora | 56.  | 28 de setembre de 2013 | Tòquio (2)                                            | Dura         | Sania Mirza            | Chan Hao-ching Liezel Huber                  | 4−6, 6−0, [11−9]    |
| Guanyadora | 57.  | 6 d'octubre de 2013    | Pequín, Xina                                          | Dura         | Sania Mirza            | Vera Duixévina Arantxa Parra Santonja        | 6−2, 6−2            |
| Finalista  | 45.  | 15 de març de 2014     | Indian Wells, Estats Units                            | Dura         | Sania Mirza            | Hsieh Su-wei Peng Shuai                      | 6−7(5), 2−6         |
| Finalista  | 46.  | 27 d'abril de 2014     | Stuttgart (3)                                         | Dura (i)     | Sania Mirza            | Sara Errani Roberta Vinci                    | 2−6, 3−6            |
| Guanyadora | 58.  | 3 de maig de 2014      | Oeiras, Portugal                                      | Terra batuda | Sania Mirza            | Eva Hrdinová Valéria Soloviova               | 6−4, 6−3            |
| Finalista  | 47.  | 10 d'agost de 2014     | Mont-real (3)                                         | Dura         | Sania Mirza            | Sara Errani Roberta Vinci                    | 6−7(4), 3−6         |
| Guanyadora | 59.  | 20 de setembre de 2014 | Tòquio (3)                                            | Dura         | Sania Mirza            | Garbiñe Muguruza Carla Suárez Navarro        | 6−2, 7−5            |
| Finalista  | 48.  | 27 de setembre de 2014 | Wuhan, Xina                                           | Dura         | Caroline Garcia        | Martina Hingis Flavia Pennetta               | 4−6, 7−5, [10−12]   |
| Finalista  | 49.  | 4 d'octubre de 2014    | Pequín                                                | Dura         | Sania Mirza            | Andrea Hlaváčková Peng Shuai                 | 4−6, 4−6            |
| Guanyadora | 60.  | 26 de'octubre de 2014  | WTA Finals, Singapur (3)                              | Dura (i)     | Sania Mirza            | Hsieh Su-Wei Peng Shuai                      | 6−1, 6−0            |

### Dobles mixtos: 8 (5−3)
| Resultat   | Núm. | Data                | Torneig                     | Superfície   | Parella      | Oponents en la final                  | Marcador         |
| ---------- | ---- | ------------------- | --------------------------- | ------------ | ------------ | ------------------------------------- | ---------------- |
| Guanyadora | 1.   | 27 de maig de 2002  | Roland Garros, França       | Terra batuda | Wayne Black  | Elena Bovina Mark Knowles             | 6−4, 6−3         |
| Finalista  | 1.   | 25 de maig de 2004  | Roland Garros               | Terra batuda | Wayne Black  | Tatiana Golovin Richard Gasquet       | 3−6, 4−6         |
| Guanyadora | 2.   | 26 de juny de 2004  | Wimbledon, Regne Unit       | Gespa        | Wayne Black  | Alicia Molik Todd Woodbridge          | 3−6, 7−6(8), 6−4 |
| Guanyadora | 3.   | 25 d'agost de 2008  | US Open, Estats Units       | Dura         | Leander Paes | Liezel Huber Jamie Murray             | 7−6(6), 6−4      |
| Finalista  | 2.   | 26 de juny de 2009  | Wimbledon                   | Gespa        | Leander Paes | Anna-Lena Grönefeld Mark Knowles      | 5−7, 3−6         |
| Finalista  | 3.   | 31 d'agost de 2009  | US Open                     | Dura         | Leander Paes | Carly Gullickson Travis Parrot        | 2−6, 4−6         |
| Guanyadora | 4.   | 18 de gener de 2010 | Open d'Austràlia, Austràlia | Dura         | Leander Paes | Iekaterina Makàrova Jaroslav Levinský | 7−5, 6−3         |
| Guanyadora | 5.   | 21 de juny de 2010  | Wimbledon (2)               | Gespa        | Leander Paes | Lisa Raymond Wesley Moodie            | 6−4, 7−6(5)      |

## Trajectòria

### Individual
| Open d'Austràlia | A  | 1R | 2R | 2R          | 2R          | 1R          | 2R  | A           | 1R          | A           | A   | 0 / 7 | 4 – 7   |
| Roland Garros | 2R | 1R | 2R | 4R          | 1R          | 2R          | 1R  | A           | A           | A           | A   | 0 / 7 | 6 – 7   |
| Wimbledon | 3R | 1R | 2R | 1R          | 1R          | 3R          | 1R  | 3R          | 1R          | A           | A   | 0 / 9 | 7 – 9   |
| US Open | 2R | 1R | 1R | 1R          | 2R          | 1R          | 1R  | A           | A           | A           | A   | 0 / 7 | 2 – 7   |
| Jocs Olímpics | NC | NC | 1R | No celebrat | No celebrat | No celebrat | 2R  | No celebrat | No celebrat | No celebrat | 1R  | 0 / 3 | 1 – 3   |
| Rànquing a final d'any | 44 | 51 | 43 | 58          | 56          | 52          | 134 | 174         | 284         | −           | 660 |       | 20 – 33 |
| Llegenda: G: Guanyadora; F: Finalista; SF: Semifinalista; QF: Quarts de final; Q: Qualificació; A: Absent; RR: Round Robin; |    |    |    |             |             |             |     |             |             |             |     |       |         |

### Dobles
| Grand Slams |      |       |       |             |             |             |       |             |             |             |       |             |             |             |     |             |             |             |         |         |
| Open d'Austràlia | A    | 1R    | 1R    | 2R          | 1R          | 3R          | 1R    | 2R          | QF          | G           | QF    | QF          | F           | QF          | A   | 3R          | QF          | 1R          | 1 / 16  | 31–15   |
| Roland Garros | A    | 1R    | 2R    | 3R          | 3R          | SF          | 3R    | F           | QF          | SF          | SF    | SF          | 3R          | A           | A   | QF          | QF          | A           | 0 / 14  | 38–14   |
| Wimbledon | 1R   | 2R    | 1R    | 2R          | SF          | 3R          | G     | G           | SF          | G           | SF    | SF          | 3R          | 3R          | A   | 2R          | 2R          | QF          | 3 / 17  | 46–14   |
| US Open | 1R   | 1R    | F     | SF          | SF          | SF          | 3R    | QF          | QF          | 2R          | G     | F           | SF          | A           | A   | 2R          | SF          | A           | 1 / 15  | 46–14   |
| Altres |      |       |       |             |             |             |       |             |             |             |       |             |             |             |     |             |             |             |         |         |
| Jocs Olímpics | NC   | NC    | A     | No celebrat | No celebrat | No celebrat | A     | No celebrat | No celebrat | No celebrat | A     | No celebrat | No celebrat | No celebrat | A   | No celebrat | No celebrat | No celebrat | 0 / 0   | 0–0     |
| WTA Championships | A    | A     | QF    | F           | F           | SF          | F     | F           | F           | G           | G     | F           | A           | A           | A   | A           | G           | A           | 2 / 11  | 15–8    |
| Estadístiques |      |       |       |             |             |             |       |             |             |             |       |             |             |             |     |             |             |             |         |         |
| Torneigs disputats | 10   | 24    | 23    | 25          | 24          | 26          | 22    | 24          | 21          | 23          | 24    | 21          | 20          | 5           | 0   | 20          | 24          |             | 336     | 336     |
| Finals | 0    | 2     | 4     | 10          | 5           | 6           | 9     | 12          | 8           | 12          | 14    | 7           | 6           | 0           | 0   | 6           | 8           | 0           | 109     | 109     |
| Títols | 0    | 0     | 1     | 7           | 2           | 2           | 7     | 6           | 2           | 9           | 10    | 5           | 3           | 0           | 0   | 3           | 3           | 0           | 60      | 60      |
| Victòries−Derrotes | 8–10 | 26–24 | 32–21 | 52–18       | 46–19       | 48–24       | 45–15 | 59–18       | 43–19       | 69–14       | 66–14 | 49–16       | 41–16       | 8–5         | 0–0 | 38–17       | 49–21       |             | 678−271 | 678−271 |
| Rànquing a final d'any | 78   | 30    | 14    | 3           | 9           | 9           | 3     | 1           | 5           | 1           | 1     | 1           | 13          | 77          | 624 | 13          | 4           | 108         |         |         |
| Llegenda: G: Guanyadora; F: Finalista; SF: Semifinalista; QF: Quarts de final; Q: Qualificació; A: Absent; RR: Round Robin; |      |       |       |             |             |             |       |             |             |             |       |             |             |             |     |             |             |             |         |         |

### Dobles mixtos
| Open d'Austràlia | A  | A  | 2R | 1R | 1R | 2R | 2R | QF | 1R | 1R | QF | 2R | G  | 2R | A | 1R | 1R | 1 / 14 | 14 – 13 |
| Roland Garros | A  | 3R | 3R | 1R | 1R | G  | SF | F  | 2R | 1R | 2R | 2R | QF | A  | A | SF | 2R | 1 / 14 | 23 – 13 |
| Wimbledon | 3R | 3R | 2R | 3R | 2R | 3R | G  | 2R | SF | QF | 3R | F  | G  | QF | A | 2R | 2R | 2 / 16 | 38 – 14 |
| US Open | A  | 2R | 2R | QF | QF | SF | 2R | 2R | 1R | 1R | G  | F  | QF | A  | A | 1R | QF | 1 / 14 | 24 – 13 |
| Llegenda: G: Guanyadora; F: Finalista; SF: Semifinalista; QF: Quarts de final; Q: Qualificació; A: Absent; RR: Round Robin; |    |    |    |    |    |    |    |    |    |    |    |    |    |    |   |    |    |        |         |